# Symbole de genre

Les symboles de Vénus (représentant les femmes) et de Mars (représentant les hommes).

Un symbole de genre est un pictogramme ou un glyphe utilisé pour représenter le genre. On retrouve ce symbole notamment sur des panneaux d'information, comme dans les toilettes publiques.

## Mars et Vénus
La forme du symbole de Mars est comparée à une lance à pointe de fer (une arme principalement utilisée par les hommes) et celle du symbole de Vénus à un miroir de bronze ou à une quenouille (associée aux femmes). Ces symboles ont été employés pour la première fois par Carl von Linné pour décrire le sexe des plantes en 1751.

## Toilettes publiques

Symboles genrés fréquemment utilisés dans les toilettes publiques (femme à gauche, homme à droite).

Les pictogrammes utilisés pour indiquer les toilettes publiques masculines et féminines sont devenus très répandus à partir des années 1960. Ces pictogrammes ont l'avantage d'être compris par une grande majorité de personnes à travers le monde, leur usage s'étant largement répandu au XXe siècle.
Bien qu'ils apparaissent comme culturellement neutres, ces symboles « reflètent les croyances et les valeurs des cultures d'où ils proviennent et au sein desquels ils continuent à exister ». Les toilettes genrées apparaissent en Europe à la fin du XIXe siècle : avec l'urbanisation et les mouvements hygiénistes, les premières toilettes publiques sont créés. D'abord réservées aux hommes, elles sont peu à peu ouvertes aux femmes. La séparation genrée obéit à une logique d'« hygiène morale », qui vise à contrôler la sexualité (en particulier celle des femmes et des classes populaires). La promiscuité hommes-femmes y est perçue comme un risque pour la santé de la population, d'où une stricte séparation.

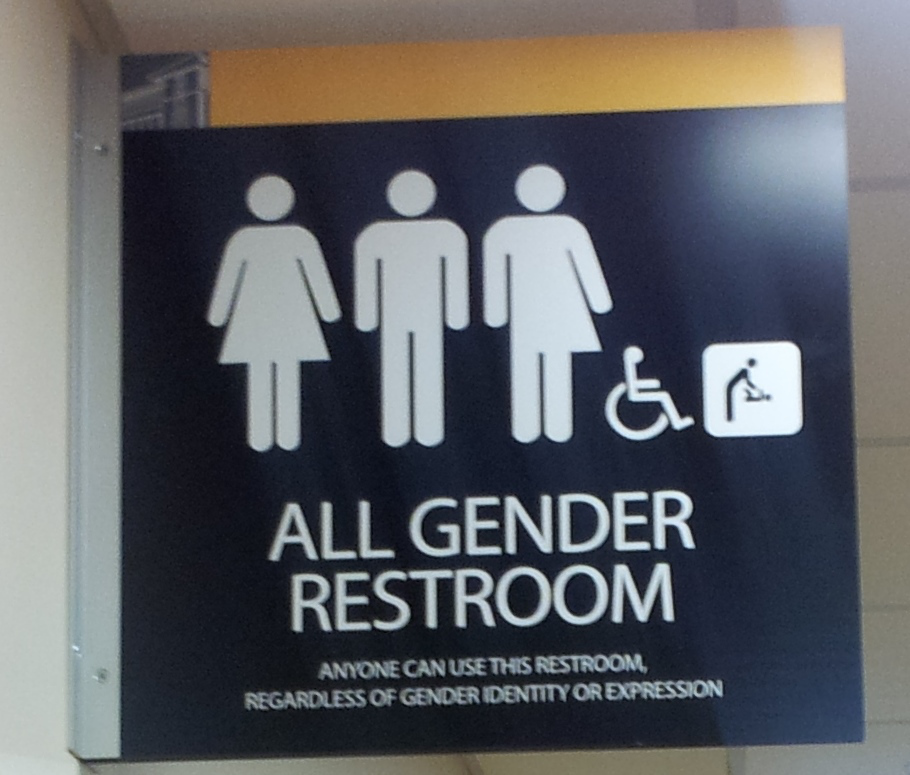
Pictogrammes indiquant des toilettes publiques unisexe à Saint Paul au Minnesota : Tout le monde peut utiliser ces toilettes, peu importe son identité ou son expression de genre.

Au XXIe siècle, l'utilisation des symboles de genre est débattue dans les discussions autour des toilettes non-genrées, en particulier pour les personnes non-binaires. 